# تپه سیکولان کهنه
تپه سیکولان کهنه مربوط به دوران‌های تاریخی پس از اسلام است و در شهرستان تاکستان، روستای قره کوسلر واقع شده و این اثر در تاریخ ۲۵ اسفند ۱۳۷۸ با شمارهٔ ثبت ۲۶۷۲ به‌عنوان یکی از آثار ملی ایران به ثبت رسیده است.